# NGC 647
NGC 647 este o galaxie lenticulară situată în constelația Balena. A fost descoperită în anul 1886 de către Francis Leavenworth.